# Contea di Hsinchu
La contea di Hsinchu è una contea di Taiwan, situata a nordovest dell'isola. La popolazione è per lo più Hakka, sebbene ci sia una minoranza di aborigeni taiwanesi nell'area sudorientale della contea.
La superficie totale è di 1.427,59 km², mentre la popolazione ammonta a 504.768 abitanti (marzo 2009), per una densità di 353.59/km².

## Amministrazione
La contea di Hsinchu controlla una capitale (縣轄市), tre città urbane (鎮) e nove città rurali (鄉).
| Nome (Inglese) | Hanzi  | Pinyin   | Wade-Giles     | Hakka Pha̍k-fa-sṳ |
| -------------- | ------ | -------- | -------------- | ---------------- |
| Zhubei         | 竹北市 | Zhúběi   | Chu2-pei3      | Tsuk-pet-sṳ      |
| Guanxi         | 關西鎮 | Guānxī   | Kuan1-hsi1     | Kûan-sî-tsṳ́n     |
| Xinpu          | 新埔鎮 | Xīnpǔ    | Hsin1-p'u3     | Sîn-phû-tsṳ́n     |
| Zhudong        | 竹東鎮 | Zhúdōng  | Chu2-tung1     | Tsuk-tûng-tsṳ́n   |
| Baoshan        | 寶山鄉 | Bǎoshān  | Pao3-shan1     | Pó-sân-tsṳ́n      |
| Beipu          | 北埔鄉 | Běipǔ    | Pei3-p'u3      | Pet-phû-hiông    |
| Emei           | 峨眉鄉 | Éméi     | E2(or O2)-mei2 | Ngô-mì-hiông     |
| Hengshan       | 橫山鄉 | Héngshān | Heng2-shan1    | Vàng-sân-hiông   |
| Hukou          | 湖口鄉 | Húkǒu    | Hu2-k'ou3      | Fù-khiéu-hiông   |
| Jianshi        | 尖石鄉 | Jiānshí  | Chien1-shih2   | Tsiâm-sa̍k-hiông  |
| Qionglin       | 芎林鄉 | Qiónglín | Ch'iung2-lin2  | Khiûng-lìm-hiông |
| Wufeng         | 五峰鄉 | Wǔfēng   | Wu3-feng1      | Ńg-fûng-hiông    |
| Xinfeng        | 新豐鄉 | Xīnfēng  | Hsin1-feng1    | Sîn-fûng-hiông   |